# Ognisty podmuch (film 2010)
Ognisty podmuch (ang. Firebreather) – amerykański film animowany z 2010 roku w reżyserii Petera Chunga. Film zrealizowany w technice trójwymiarowej CGI.
Światowa premiera filmu odbyła się 24 listopada 2010 roku na amerykańskim Cartoon Network, natomiast w Polsce premiera filmu odbyła się w Kinie Cartoon Network 24 grudnia 2011 roku o godz. 16:00 na kanale Cartoon Network.

## Fabuła
Nastoletni Duncan jest w połowie człowiekiem, a w połowie potworem Kaiju. Dowiaduje się o tym, gdy jego ojciec, gigantyczne monstrum Belloc, chce, aby chłopak został „Królem Kaiju”. Matka Duncana wolałaby jednak, aby chłopak spokojnie ukończył liceum. Bycie nastolatkiem o podwójnej osobowości nie jest dla Duncana łatwe. Kiedy jednak jego rodzinie i przyjaciołom zagrożą ogromne potwory, walcząc z nimi użyje zarówno swojego ludzkiego rozumu, jak i mocy Kaiju – supersiły, zręczności i umiejętności ziania ogniem.

## Wersja oryginalna
- Jesse Head – Duncan Rosenblatt
- Dana Delany – Margaret Rosenblatt
- Kevin Michael Richardson – Belloc
- Reed Diamond – „Blitz” Barnes
- Amy Davidson – Jenna Shwartzendruber
- Tia Texada – Isabel Vasques
- Danté Basco – Kenny Rogers
- Josh Keaton – Troy Adams[3]
- Grey DeLisle – pani Dreakford
- Billy Evans – Steve
- Jameson Moss – Big Rob
- Nicole Sullivan – doktor Pytel
- Tom Tartamella – Whitey
- Gary Anthony Williams – dyrektor Dave, tata Troya

## Wersja polska
Opracowanie wersji polskiej: Studio Sonica

Dialogi polskie: Jan Chojnacki

Reżyseria: Miriam Aleksandrowicz

Dźwięk i montaż: Agnieszka Stankowska

Kierownictwo produkcji: Agnieszka Kudelska

Wystąpili:
- Rafał Fudalej – Duncan
- Magdalena Piotrowska
- Kajetan Lewandowski – Kenny
- Dariusz Odija – Belloc
- Joanna Pach-Żbikowska – Jenna
- Anna Bojara
- Aleksander Czyż – Troy Adams
- Robert Jarociński
- Aleksander Kupisiewicz
- Michał Głowacki
- Anna Apostolakis-Gluzińska
- Jan Aleksandrowicz-Krasko – dyrektor Dave, ojciec Troya
- Dorota Furtak
- Agnieszka Kudelska

oraz:
- Janusz Wituch – „Blitz” Barnes

i inni
Lektor: Jan Aleksandrowicz-Krasko